# Сан-Мауро-ла-Брука
Сан-Мауро-ла-Брука (італ. San Mauro la Bruca) — муніципалітет в Італії, у регіоні Кампанія,  провінція Салерно.
Сан-Мауро-ла-Брука розташований на відстані близько 310 км на південний схід від Рима, 120 км на південний схід від Неаполя, 80 км на південний схід від Салерно.
Населення — 613 осіб (2014).

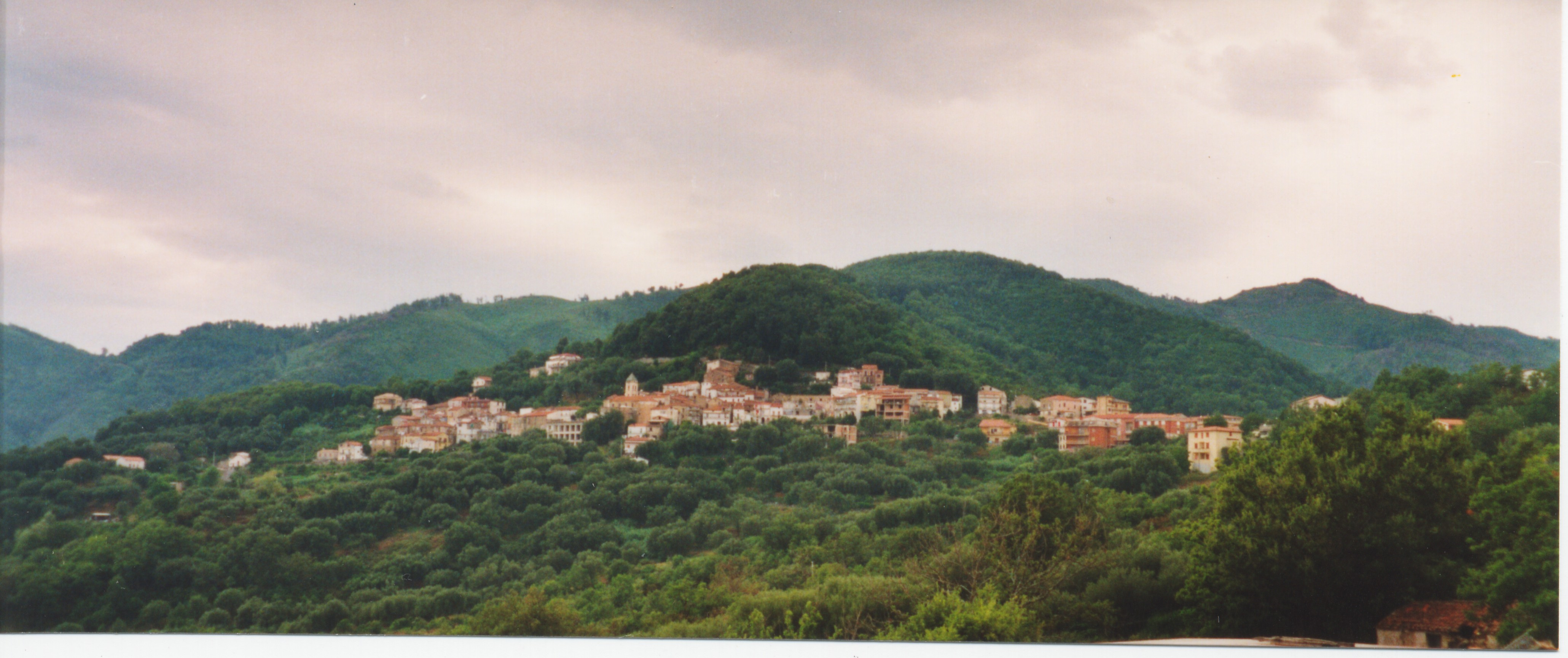

Щорічний фестиваль відбувається 15 січня, l'останньої неділі квітня, l'останньої неділі серпня, 25 липня, 16 вересня. Покровитель — Sant'Eufemia.

## Демографія
Населення за роками:

Станом на 1 січня 2023 року в муніципалітеті офіційно проживало 19 іноземців з 6 країн, серед них 11 громадян країн Євросоюзу.

## Сусідні муніципалітети
- Ашеа
- Чентола
- Черазо
- Футані
- Монтано-Антілія
- Пішьотта